# カンパニー通信
カンパニー通信は、トライアンドカンパニー合同会社によって運営されている会社の口コミ情報を提供するWEBサービス。

## 概要
2020年10月現在、全国の12,000を超える企業口コミが掲載されている。
それぞれの口コミには、以下のような情報が記載されている。
- 投稿者情報
- 評点
- 年収
- ワークライフバランス
- 福利厚生

会員登録は不要で、無料ですべての口コミ情報の閲覧が可能となっている。